# Староварваровка (Приморский край)
Староварва́ровка — село в Анучинском районе Приморского края. Административный центр Виноградовского сельского поселения. Основано в 1884 году.

## География
Село Староварваровка стоит на левом берегу реки Арсеньевка.
Село Староварваровка расположено на автодороге, идущей на юг от автотрассы Осиновка — Рудная Пристань (между Нововарваровкой и Орловкой), расстояние до трассы  10 км, до райцентра Анучино около 22 км.
К югу от Староварваровки расположены сёла Смольное, Виноградовка, Ильмаковка, Весёлый, Скворцово.

## Население
| 1900 | 1912 | 2001 | 2002 | 2010 |
| ---- | ---- | ---- | ---- | ---- |
| 239  | ↗412 | ↗733 | ↘649 | ↘565 |

## Улицы
| - ул. Весенняя, - ул. Лесная, - ул. Луговая, - ул. Мира, | - ул. Октябрьская, - ул. Северная, - ул. Центральная. |

## Инфраструктура
- Сельскохозяйственные предприятия Анучинского района.

## Достопримечательности
В селе находится единственный в России музей женьшеня.